# Joshua Gatt
Joshua Alexander Gatt (Plymouth, 29 de agosto de 1992) es un futbolista estadounidense que actualmente juega como extremo para el Dundalk F. C. de la Premier Division de Irlanda. Gatt es conocido por su explosiva velocidad en la cancha.

## Trayectoria

### Inicios
Gatt jugó para el primer equipo de la Secundaria Católica de Plymouth por cuatro años. También jugó para un equipo local, los Michigan Wolves.
El primer contacto con clubes europeos lo tuvo cuando viajó con su equipo amateur a competir en un torneo con otros equipos juveniles en Suiza. A través del sistema SuperElite, le ofrecieron periodos de prueba en el 1. FSV Maguncia 05 de Alemania y el RSCR Altach de la segunda división austríaca, finalmente recibiendo una oferta de este último.

### SC Rheindorf Altach
En julio de 2010, Gatt firmó contrato con SC Rheindorf Altach de la segunda división austríaca, dejando atrás la oportunidad de jugar para la Universidad de Indiana. Tras llegar a Austria en el verano del 2010, se incorporó al primer equipo en forma inmediata. No obstante, dejaría el equipo tras solo una temporada luego de atraer la atención del ahora técnico del Molde FK de Noruega, Ole Gunnar Solskjaer.

### Molde FK
Luego de una buena temporada en Austria, el 12 de enero de 2011, se anunció que Gatt se incorporaría al equipo Molde de la Tippeligaen noruega. Gatt hizo su debut con el club el 18 de marzo, en la derrota 0-3 contra el Sarpsborg 08. Anotó su primer gol con el club noruego en la victoria sobre el Vålerenga IF Fotball el 30 de julio de ese mismo año.
Gatt realizó su debut en competiciones europeas con el Molde el 18 de julio de 2012, jugando los 90 minutos del partido en que el Molde venció 3-0 al FK Ventspils por la fase preliminar de la Liga de Campeones de la UEFA.
El 4 de octubre de 2012 regresó de una lesión que lo había dejado fuera de las canchas por casi un mes y lo hizo perderse su primer llamado a la selección estadounidense, jugando los últimos 10 minutos del partido en que el Molde venció 2-0 al VfB Stuttgart por la fase de grupos de la UEFA Europa League. Volvió a ser titular días después, jugando 45 minutos en la victoria del Molde 3-2 frente al Sandnes Ulf y recibiendo la falta penal que llevó al segundo gol de su equipo.
En la temporada 2013 anotó su primer gol a mediados de año, el 19 de junio de 2013, en la victoria 6-0 sobre el Ranheim FK por la Copa de Noruega. Luego de sufrir una lesión en la rodilla semanas después, el club anunció el 15 de julio que Gatt debía someterse a una cirugía para reparar sus ligamentos y se quedaría fuera de las canchas hasta el fin de la temporada 2013 de la Tippeligaen. Se estimaba que Gatt regresaría a las canchas al comenzar la temporada 2014, pero a finales de marzo de 2014 debió regresar a Estados Unidos a hacerse estudios médicos en la rodilla debido a una nueva lesión. En mayo de 2014 se confirmó que Gatt había vuelto a tener una lesión de ligamento anterior cruzado en la rodilla y debía someterse a una cirugía en junio, dejándolo fuera de acción hasta el 2015.

## Clubes
| Club                | País           | Año         |
| ------------------- | -------------- | ----------- |
| SC Rheindorf Altach | Austria        | 2010        |
| Molde               | Noruega        | 2011 - 2016 |
| Minnesota United    | Estados Unidos | 2017        |
| Colorado Rapids     | Estados Unidos | 2017        |
| Detroit City        | Estados Unidos | 2018        |
| SC Rheindorf Altach | Austria        | 2018 - 2020 |
| Dundalk F. C.       | Irlanda        | 2020 - Act. |

## Selección de Estados Unidos

### Selecciones juveniles
Gatt empezó su carrera internacional jugando para la selección sub-20 de los Estados Unidos, jugando 4 partidos para las rayas y las estrellas y anotando tres goles, dos de los cuales llegaron en un mismo partido - un amistoso ante la selección de Canadá en que los Estados Unidos vencieron por 5 a 0 y donde el futbolista, además de anotar dos tantos, proporcionó las asistencias para los otros tres goles de su equipo.
El 6 de enero de 2012 fue llamado por el entrenador de la selección estadounidense sub-23, Caleb Porter, al campamento del mes enero en preparación para el torneo preolímpico de la CONCACAF. El 12 de marzo de 2012, Gatt fue llamado al grupo preliminar de 19 jugadores que conformaría el equipo que enfrentará las eliminatorias de la CONCACAF para las Olimpiadas en Londres. No obstante, el 18 de marzo de 2012, el Molde FK anunció que Gatt debía volver a Noruega para reforzar al equipo debido a problemas de lesiones con su plantilla con miras a los próximos partidos.

### Selección mayor
El 2 de septiembre de 2012, Gatt recibió su primer llamado a la selección mayor de los Estados Unidos para enfrentar dos partidos clasificatorios a la Copa Mundial de Fútbol de 2014. No obstante, minutos después de hecho el anuncio oficial debió retirarse de la convocatoria debido a una lesión que acababa de sufrir en un partido de la Tippeligaen. Fue convocado nuevamente el 12 de noviembre de 2012 con miras a un partido amistoso el 14 del mismo mes ante Rusia en Krasnodar. Gatt debutó como titular en ese partido, jugando hasta el minuto 63 cuando fue sustituido por Juan Agudelo.
El 31 de mayo de 2013 fue incluido en la lista preliminar de 35 jugadores que participarán de la Copa de Oro de la Concacaf de ese año, y casi un mes después, el 27 de junio, se confirmó su inclusión en la lista definitiva de 23 jugadores. No obstante, Gatt sufrió una lesión en la rodilla en un partido de la Tippeligaen días antes de iniciarse el torneo y tuvo que desistir de participar. Fue reemplazado en forma oficial por Brek Shea el 6 de julio de 2013.

## Estadísticas
Actualizado el 15 de junio de 2015.
| SCR Altach · Austria |               |               |    |    |    |   |   |    |    |    |
| 2.ª | 2010/11       | 15            | 4  | 3  | 2  | - | - | 18 | 6  |    |
| Total club | Total club    | 15            | 4  | 3  | 2  | - | - | 18 | 6  |    |
| Molde · Noruega | 1.ª           | 2011          | 22 | 3  | 5  | 2 | 0 | 0  | 27 | 5  |
| Molde · Noruega | 1.ª           | 2012          | 19 | 5  | 3  | 0 | 8 | 0  | 30 | 5  |
| Molde · Noruega | 1.ª           | 2013          | 12 | 0  | 1  | 1 | 0 | 0  | 13 | 1  |
| Molde · Noruega | 1.ª           | 2014          | 0  | 0  | 0  | 0 | 0 | 0  | 0  | 0  |
| Molde · Noruega | 1.ª           | 2015          | 1  | 0  | 0  | 0 | 0 | 0  | 1  | 0  |
| Molde · Noruega | Total club    | Total club    | 54 | 8  | 9  | 3 | 8 | 0  | 71 | 11 |
| Total carrera | Total carrera | Total carrera | 69 | 12 | 12 | 5 | 8 | 0  | 89 | 17 |
| (1)Incluye datos de la Copa de Austria (2010/11); Copa de Noruega (2011, 2012, 2013) (2)Incluye datos de la Liga de Campeones de la UEFA (2012); UEFA Europa League (2012) |               |               |    |    |    |   |   |    |    |    |

## Palmarés

### Campeonatos nacionales
| Título      | Club     | País    | Año  |
| ----------- | -------- | ------- | ---- |
| Tippeligaen | Molde FK | Noruega | 2011 |
| Tippeligaen | Molde FK | Noruega | 2012 |